# Ботел (Вашингтон)
Ботел (енгл. Bothell) град је у америчкој савезној држави Вашингтон. По попису становништва из 2010. у њему је живело 33.505 становника.

## Демографија
Према попису становништва из 2010. у граду је живело 33.505 становника, што је 3.355 (11,1%) становника више него 2000. године.
| Група             | 2000.          | 2010.          |
| Белци             | 25.581 (84,8%) | 25.235 (75,3%) |
| Афроамериканци    | 350 (1,2%)     | 521 (1,6%)     |
| Азијати           | 1.797 (6,0%)   | 3.407 (10,2%)  |
| Хиспаноамериканци | 1.338 (4,4%)   | 2.911 (8,7%)   |
| Укупно            | 30.150         | 33.505         |